# Grästjärnen, Bohuslän
Grästjärnen är en sjö i Stenungsunds kommun i Bohuslän och ingår i Göta älv-Bäveåns kustområde. Sjön är 3 meter djup, har en yta på 0,007 kvadratkilometer och är belägen 93,5 meter över havet.